# Tudo É Possível
Tudo É Possível foi um programa dominical de auditório produzido e exibido pela Record entre 7 de agosto de 2005 e 30 de dezembro de 2012. Originalmente, foi apresentado por Eliana e, posteriormente, por Ana Hickmann.

## Antecedentes
No final de 2004, a direção da Record decidiu encerrar o programa Eliana para reestruturar a imagem da apresentadora, planejando a transição do público infantil para o jovem-adulto em uma atração mais abrangente, após avaliar que a programação voltada para crianças não era mais tão rentável com a popularização da televisão por assinatura. Além disso, a direção ponderou que outras apresentadoras infantis já haviam feito uma passagem saudável para o público jovem, como Xuxa no Planeta Xuxa e Angélica no Video Game e Fama. Para compor a nova fase, Eliana passou por uma transformação de visual, deixando os figurinos lúdicos de lado e apostando em peças contemporâneas e sensuais, além de contar com auxílio de profissionais para atualizar o linguajar ao do novo público alvo. Originalmente, planejava-se que ela apresentasse o Troca de Família, porém logo depois optou-se por um programa dominical.

## História

### 2005–09: Eliana
Concebido por Cesar Barreto (Cesinha) e Detto Costa para se chamar Melhor Impossível, o programa teve seu nome alterado para Tudo É Possível para expressar melhor o formato escolhido. Para diferenciar-se das concorrentes, a produção comprou quadros estrangeiros e criou outros de namoro como o Saindo com a Sogra, no qual um rapaz saia com as mães de três pretendentes para escolher a que queria conhecer "as cegas". Eliana gravou dois programas pilotos antes do primeiro ir ao ar para ambientar-se ao estilo. A previsão era que o programa estreasse no final de abril de 2005, todavia, ele só entrou no ar em 7 agosto das 15h às 17h, substituindo a faixa de filmes, que foi extinta aos domingos, e parte do Domingo da Gente, que passou a ir ao ar mais cedo. A gravação do primeiro programa ocorreu um mês antes da estreia, em 8 de julho. Em 12 de outubro de 2008, o programa teve uma edição especial em comemoração aos 10 anos da apresentadora na emissora.
Nos anos em que comandou o programa, Eliana comandou quadros como A Verdadeira Idade – onde a plateia tinha que adivinhar a idade das mulheres no palco – Debaixo do Chuveiro – onde crianças cantavam enquanto um parente ficava debaixo de um chuveiro e, se cantassem mal, a plateia votava baixo, fazendo a torneira abrir – e o Jogo da Afinidade – onde casais de famosos respondiam perguntas sobre o relacionamento e, ao errarem, o "Ricardão" ou a "Sedutora" faziam alguma ação para provocar ciúme. Em 2006, com a boa audiência registrada e o fim do Domingo da Gente, o programa passou a ter quatro horas de exibição. Em 22 de junho de 2009, Eliana foi contratada pelo SBT, que lhe ofereceu um salário de R$ 600 mil ante aos R$ 200 mil que ela recebia – na Record, chegou a negociar a renovação de seu contrato, porém não se dispôs a pagar o mesmo valor, liberando-a. A investida na apresentadora veio depois que a Record tirou Gugu Liberato do SBT. Eliana realizou o último programa em 5 de julho, desejando sucesso para sua sucessora.

### 2009–12: Ana Hickmann
Em 12 de julho, Ana Hickmann assumiu o comando. O programa passou por uma reformulação, apostando em reportagens externas com a contratação de Danielle Souza e da drag queen Raimundinha. Além disso, Pedro Manso e Shaolin passaram a apresentar o quadro Sorria, Você Está na Record e Márcio Manguaca em reportagens humoradas. Em 2011, Dani e Raimundinha foram substituídas por Lizi Benites e Janaína Jacobina como repórteres, fazendo quadros de aventura. No mesmo ano, Ana realizou um reality show para escolher mais uma repórter para o programa, A Casa da Ana Hickmann, no qual todas as participantes ficaram hospedadas em sua casa e as provas eram realizadas no local, sendo a primeira vez que a apresentadora abriu seu imóvel para o público, tendo como vencedora Jociane Koch. Em 2011, o programa também passou a investir em quadros de standy up comedy, como o OlimPiadas, onde humoristas tentavam receber a maior nota da plateia para ganhar um prêmio em dinheiro, o Maratona do Humor, quadro similar com duas equipes de humoristas buscando o prêmio, e o mais famoso, o Concurso de Stand up Comedy, onde diversos humoristas iniciantes se apresentavam semanalmente e o mais votado e ia para semifinal e assim sucessivamente até haver um grande vencedor na final. 
Do concurso saíram humoristas como Daniel Furlan, Thiago Ventura, Paulo Vieira, Murilo Gun e Thiago Carmona. Em 2012, Lizi e Janaína foram substituídas por Dani Bolina e Flávia Viana, e Carlinhos Silva e Vinícius Vieira passaram a fazer reportagens sobre festas de celebridades. Em novembro de 2012, foi anunciado que o programa não voltaria a grade da emissora em 2013, uma vez que Ana havia estreado no comandado do Programa da Tarde em 10 de setembro – o qual era exibido de segunda a sexta-feira. O último programa foi exibido em 30 de dezembro, sendo substituído por filmes.

## Audiência
O programa estreou com 9 pontos e picos de 13, conquistando a vice-liderança contra o Domingo Legal. Ao longo dos anos o programa estabilizou-se como o segundo colocado na audiência, mesmo com troca do programa de Gugu Liberato pelo Programa Silvio Santos no mesmo horário a partir de 2006. Em 6 de abril de 2008 o programa registrou 13 pontos com picos de 19, ficando na liderança contra a faixa de filmes da TV Globo. Nos anos seguintes, sob o comando de Ana, o programa manteve a média e dividiu a vice-liderança com o SBT. 

## Equipe
Apresentação
- Eliana (2005–09)
- Ana Hickmann (2009–12)

Repórteres
- Marcio Manguaça (2009)
- Danielle Souza (2009–11)
- Raimundinha (2009–11)
- Janaína Jacobina (2011)
- Lizi Benites (2011)
- Dani Bolina (2012)
- Flávia Viana (2012)
- Carlinhos Silva (2012)
- Vinícius Vieira (2012)

Humoristas
- Pedro Manso (2009–11)
- Shaolin (2009–11)

Assistentes de palco (Jogo da Afinidade)
- Rick Moreno (2005–12)
- Rafael Hernandes (2006–07)
- Jonas Sulzbach (2007)
- Eric Glauder (2007–12)[24]

## Quadros
- Diário do Manguaça
- Missões tudo é possível
- A Casa da Ana Hickmann
- A Dança Através Dos Ritmos
- A Escolha Certa
- A Hora Do Show
- Aprontando com os Artistas
- As Mais Vistas da Semana
- Bar do Tudo É Possível
- Câmera Escondida
- Casa do Zé Lezin
- Casamento na Real
- Ciência em Show
- Concurso Nacional de Paródias
- Concurso de Stand Up
- De Cara com O Ídolo
- De Que Jeito Você Toca?
- De Volta Ao Passado
- Debaixo do Chuveiro
- Desafiando Ana Hickmann
- Desafio Animal
- Desafio Do Dj
- Desafio da Pescaria
- Desafios de Lógica
- Domingo de Humor
- Direto da Fábrica
- Duelo das Celebridades
- É Na Vida Real?
- Encontro Musical
- Escorregão
- Essa Moda Pega?
- Estilos
- Férias Luxo, Férias Farofa
- Gosto Não Se Discute!
- Grandes Encontros/História de Vida
- Jornal Tudo é Possível
- Jogo da Afinidade
- Marcando Época
- Maratona do Humor
- Me Ajuda, Fábio Arruda
- Meu Bicho é Um Show
- Meu Sonho é Possível
- Missão EUA
- Missão Havaí
- Missão Londres
- Missão Paparazzi
- Na Dança Tudo é Possível
- Os Impostores
- Os Engarrafados
- O Intruso
- O Maior Imitador do Brasil
- O Mais Novo Talento do Humor do Brasil
- O Que Tem na Bolsa da Ana Hickmann
- O Rei das Paródias
- OlimPiadas
- Os Apertados
- Quem Não Dança, Dança
- Piadas de Rua
- Prova do Amendoim
- Prova do Selinho
- Personagens do Brasil
- Produção Independente
- Prova de Coragem
- Quem Sabe Mais?
- Raio-X da Moda
- Reservado
- Ritmos do Brasil
- Ritmos Musicais
- Saiba Mais
- Saindo com a Sogra
- Saindo da Rotina
- Sorria, Você Está na Record
- Toda Mulher É Uma Diva
- Tok Xô da Raimundinha
- Tudo é ParToba
- Vale Tudo, Só Não Vale Mentir
- Vamos Negociar?
- Verdadeiro ou Falso?
- Vídeos Brega Brasil
- Vídeos Divertidos
- Vila Tudo É Possível
- Você Conhece Você?